# Сасівка (зупинний пункт)
Са́сівка — пасажирський зупинний пункт Ужгородської дирекції Львівської залізниці.
Розташований у селі Сасівка Мукачівського району Закарпатської області між станцією Вовчий та зупинним пунктом Неліпіно.
Поблизу зупинної платформи Сасівка знаходиться залізничний переїзд, через який проходить дорога зі Сваляви до села Сасівка.